# بن كاسيكا
بنيامين جودا كاسيكا (بالإنجليزية: Benjamin Judah Kasica)‏ (ولد في 15 أبريل 1984) هو عازف الغيتار الرئيسي في فرقة الروك المسيحي سكيلت. انضم للفرقة في 2001 في عمر السادسة عشر، وسجل ألبومات كولايد و كوماتوس (اللذان أصبحى ذهبيان في 18 نوفمبر 2009
) و أويك معهم. في حين أنه لم ينضم للفرقة منذ تأسيسها، كان في الثانية عشر فقط عند تأسيسها.